# 1958年義大利大選

各選區選舉結果

1958年義大利大選在1958年5月25日舉行，選出義大利共和國第三屆議會成員。這次選舉是最後一次按照人口比例分配議席數量的義大利大選。